# Uranotaenia sexaueri
Uranotaenia sexaueri is een muggensoort uit de familie van de steekmuggen (Culicidae). De wetenschappelijke naam van de soort werd voor het eerst geldig gepubliceerd in 1953 door John Nicholas Belkin.